# Тотум про парте
Тотум про парте (на латински: Totum pro parte) означава в превод на български: „Цялото (описва) една част“.
Това е едновременно специална форма на метонимията, както и на синекдохата. Следователно тотум про парте е реторична фигура от групата на тропите.
Противоположността на тази фигура е изразът парс про тото („една част описва цялото“).

## Примери
- Китай печели златен медал на 110 метра бягане с препятствия. → Само бегачът печели медала, а не цялата нация.
- България печели срещу Германия с 3:1 гола. → Не цялата нация печели или губи, а само българският национален отбор по футбол печели срещу германския.
- България гласува на изборите. → Не цяла България участва в изборите, а само част от имащото право на глас население.
- Пълни боклуци, само химия в тази храна! → Под „химия“ се има предвид продуктите на химическата индустрия, а не химията като природна наука.
- Америка вместо Съединените американски щати (САЩ) → САЩ са само една част от целия американски континент, който включва много други държави.
- Европа вместо Европейския съюз (ЕС) → ЕС е само част от Европа, но има и други държави в Европа извън него.
- Полицията арестува извършителя. → Един или повече полицейски служители са го арестували, а не цялата полиция.
- Когато казваме, че нещо е в интернет, въпреки че имаме предвид определен уебсайт в глобалната мрежа.
- „Ние сме папа!“ → Това пише гордо германското списание Bild след избора на кардинал Йозеф Ратцингер през април 2005 г. за папа на римокатолическата църква под новото си име Бенедикт XVI; но само той е папа, а не целият германски народ.

|  | Тази страница частично или изцяло представлява превод на страницата Totum pro parte в Уикипедия на немски. Оригиналният текст, както и този превод, са защитени от Лиценза „Криейтив Комънс – Признание – Споделяне на споделеното“, а за съдържание, създадено преди юни 2009 година – от Лиценза за свободна документация на ГНУ. Прегледайте историята на редакциите на оригиналната страница, както и на преводната страница, за да видите списъка на съавторите. ВАЖНО: Този шаблон се отнася единствено до авторските права върху съдържанието на статията. Добавянето му не отменя изискването да се посочват конкретни източници на твърденията, които да бъдат благонадеждни. |